# Air Dream

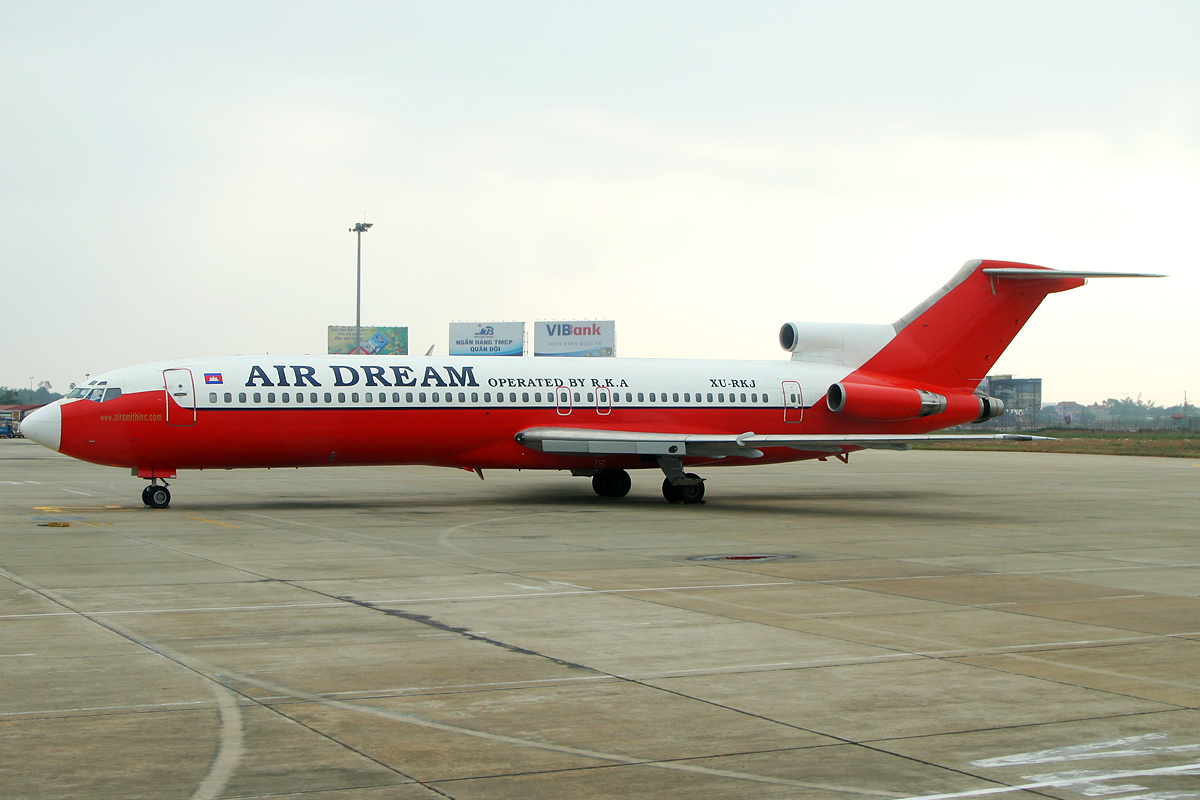
Air Dream Boeing 727-200

Air Dream là một hãng hàng không thuê bao tồn tại trong thời gian ngắn có trụ sở tại Campuchia. Trong năm 2007, hãng đã khai thác các chuyến bay giữa Siem Reap (Campuchia) và Hà Nội (Việt Nam). Chiếc máy bay duy nhất của hãng, được thuê từ Royal Khmer Airlines đã được bay đến Sân bay quốc tế Nội Bài, Hà Nội vào cuối năm 2007 và bị bỏ lại vì lý do bảo trì. Sau đó vài tháng, hãng hàng không này đóng cửa. Chiếc B727-200 vẫn còn nằm ở sân bay Nội Bài từ đó đến nay.

## Đội tàu bay
Một máy bay Boeing 727-200, ban đầu được American Airlines khai thác từ năm 1988.